# Dariella rubrocuneata
Dariella rubrocuneata (лат.) — вид клопов, единственный в составе рода Dariella из семейства Слепняки (Miridae). Встречается в Австралии (Квинсленд).

## Описание
Длина тела около 2 мм. Голова, переднеспинка и плевра в основном от коричневого до тёмно-коричневого, кориум и эмболиум от жёлтого до бледно-коричневого с коричневыми или красноватыми участками; 1-й членик усиков жёлтый, на вершине красноватый; II—IV сегменты преимущественно коричневые, IV беловатый на вершине; лабиум жёлтый с красноватым оттенком; эмболиум на вершине красноватый; кунеус красный или бледно-коричневый с отчетливым красноватым оттенком; эндосома со склеротизированной областью и вооруженная мелкими зубцами. Макроптерные. Вид был впервые описан в 2021 году и включён в монотипический род Dariella из подсемейства Cylapinae. Род назван в честь Daria Namyatova.